# Ecnomus anakagung
Ecnomus anakagung är en nattsländeart som beskrevs av Malicky 1995. Ecnomus anakagung ingår i släktet Ecnomus och familjen trattnattsländor. Inga underarter finns listade i Catalogue of Life.